# Sint-Pieter-en-Pauluskerk (Pradeels)
De Sint-Pieter-en-Pauluskerk (Frans: Église Saint-Pierre-et-Paul) is de parochiekerk van de gemeente Pradeels (Frans: Pradelles) in het Franse Noorderdepartement.
De bakstenen kruiskerk werd gebouwd in de 15e en 16e eeuw. Hij heeft een zware vroeggotische westtoren voorzien van steunberen en een traptoren.
De kerk werd na de Eerste Wereldoorlog gerestaureerd. In het koor bevinden zich vier glas-in-loodramen, vervaardigd door Pierre Turpin.